# غودمان مازيبوكو
غودمان مازيبوكو (بالإنجليزية: Goodman Mazibuko)‏ هو لاعب كرة قدم جنوب أفريقي في مركز الوسط، ولد في 5 أبريل 1975. شارك مع منتخب جنوب أفريقيا لكرة القدم. أما مع النوادي، فقد لعب مع أورلاندو بيراتس وموروكا سوالوز.

## وصلات خارجية
- غودمان مازيبوكو على موقع قاعدة بيانات كرة القدم.إي يو (الإنجليزية)
- غودمان مازيبوكو على موقع ناشيونال فوتبول تيمز (الإنجليزية)